# 7:35 утра
«7:35 утра» (исп. 7:35 de la mañana) — испанский чёрно-белый короткометражный музыкальный фильм 2003 года. Номинант на «Оскар»-2005 в категории «Лучший игровой короткометражный фильм».

## Сюжет
Молодая красивая девушка утром заходит в кафе и заказывает обычный скромный завтрак. Окружающие почему-то полностью игнорируют её, многие нарочито отворачиваются, поджав губы. Неожиданно один из посетителей, поддерживаемый двумя музыкантами, начинает исполнять любовную песню, исполняя весьма экспрессивный танец. Постепенно в танец втягиваются некоторые посетители кафе, другие подпевают, читая слова по бумажке. Обескураженная девушка пытается вызвать службу спасения, потом убежать, к тому же оказывается, что на певце надет пояс шахида. Окончив песню, певец-смертник выходит на улицу, где уже подъехала полиция, и там подрывает себя.

## В ролях
- Марта Беленгер — девушка в кафе
- Начо Вигалондо — Типо, певец-шахид в кафе
- Антонио Тато — Луис, официант
- Алехандро Гарридо — Барра, посетитель кафе
- Эсперанса Паласиос — посетитель кафе
- Мануэль Небреда — посетитель кафе
- Себастьян Элисес — посетитель кафе

## Награды и номинации
Помимо номинации на «Оскар» в 2005 году фильм в 2004—2005 гг. номинировался ещё на 8 различных категорий на разных кинофестивалях и выиграл 6 из них.